# JUICE (Raumsonde)
JUICE (Jupiter Icy Moons Explorer; deutsch Jupiter-Eismond-Erkunder) ist eine am 14. April 2023 von der ESA gestartete Jupitersonde. Ihr Ziel ist die Erforschung der Galileischen Monde Europa, Ganymed und Kallisto des Planeten Jupiter.

## Vorgeschichte
Die Auswahl der JUICE-Mission wurde von der ESA am 2. Mai 2012 bekannt gegeben. Es ist die erste Large-Class-Mission im Rahmen des ESA-Programms Cosmic Vision 2015–2025. Das Projekt setzte sich in der Endrunde des Auswahlverfahrens gegen das LISA-Projekt für ein Gravitationswellenobservatorium und das ATHENA-Konzept für ein Röntgen-Weltraumteleskop durch. Large-Class-Missionen stehen komplett unter der Kontrolle der ESA, haben lange Vorbereitungszeit und lange Laufzeiten und sollen mit neuer Technologie die Forschung in neue Bereiche weitertreiben.
JUICE ist das umgewidmete Projekt des Jupiter Ganymede Orbiters, der der Beitrag der ESA zur Europa Jupiter System Mission sein sollte. Da das Gemeinschaftsprojekt bei der NASA durch Budgetkürzungen gestrichen wurde, entschied sich die ESA für eine selbständig durchgeführte Mission. Die Mission baut technologisch auf den interplanetaren Missionen Mars Express, Venus Express, Rosetta und BepiColombo auf und öffnet die Zukunft für weitere Missionen in das weiter entfernte äußere Sonnensystem, beispielsweise für eine Uranus-Mission. JUICE geht dabei weit über die Galileo-Mission der NASA hinaus und ergänzt die seit 2011 laufende JUNO-Mission.

## Missionsziele
JUICE ist eine komplexe Mission, die das Jupiter-System und vor allem den Jupitermond Ganymed im Detail untersuchen und neue Erkenntnisse über die Jupitermonde Europa und Kallisto bringen soll. Eine vorläufige Definition der Missionsziele erfolgte 2011 im Yellow Book.
Es soll untersucht werden, ob diese Monde Leben ermöglichen und für Lebewesen bewohnbar sind. Die Mission beobachtet Jupiters Atmosphäre und Magnetfeld und untersucht, wie es mit den Jupitermonden interagiert. Untersucht wird die Dicke der Eiskruste auf Europa, zusätzlich sollen mögliche Landeplätze für künftige Missionen gesucht werden. Auf Ganymed wird die Oberfläche des Eises untersucht, aber auch die Schichtdicke und der innere Aufbau des Monds, inklusive des Ozeans unter dem Eis. Ganymed ist bisher der einzige Mond im Sonnensystem, von dem ein Magnetfeld bekannt ist. Bei der Mission soll dieses Magnetfeld untersucht werden. JUICE hat Instrumente zur Untersuchung der Eispartikel, die von Europa ausgestoßen werden, und weitere Instrumente zur Untersuchung der Exosphäre der Jupitermonde.
Eine Untersuchung des Jupitermonds Europa soll in Kooperation mit der NASA-Mission Europa Clipper erfolgen, die am 14. Oktober 2024 startete und 2030 im Jupiterorbit ankommen soll. Beide Missionen haben ähnliche Instrumente an Bord, verfolgen aber sehr unterschiedliche Bahnen und Missionsziele, die sich gegenseitig ergänzen.

## Raumsonde
JUICE ist näherungsweise würfelförmig, dreiachsenstabilisiert und verfügt über Reaktionsräder. Die Sonde hat eine Leermasse von etwa 2420 kg, davon ca. 280 kg für die Nutzlast. Beim Start war sie mit 3650 kg Treibstoffen betankt und hatte mit eingefahrenen Anbauten die Maße 4,09 × 2,86 × 4,35 m. Mit einem Startgewicht von mehr als 6 Tonnen ist Juice eine der schwersten interplanetaren Sonden, die jemals gestartet ist.
JUICEs Antriebssystem verwendet als Treibstoff MMH und den Oxidator MON. Das Haupttriebwerk kann einen Schub von 425 N erzeugen und wird zum Einschwenken in die Jupiterumlaufbahn und für die Vorbeiflüge benötigt, außerdem gibt es kleine Steuerdüsen.
Die sehr begrenzte Energie war eine besondere Herausforderung bei der Entwicklung. ESA kann bisher keine eigenen Radionuklidbatterien einsetzen, somit muss für den Betrieb Sonnenenergie genutzt werden. Gelöst hat man das Problem durch Entwicklung von Komponenten und Nutzlasten mit sehr niedrigem Energiebedarf, die Verwendung von besonders effektiven GaAs-Solarzellen mit drei Schichten und hohem Wirkungsgrad und mit sehr großen Paneelen. Die ausgewählten Solarzellen müssen für die schwache Sonneneinstrahlung, die Strahlungsumgebung und die tiefen Temperaturen bei Jupiter angepasst sein. Die Sonde hat zehn mit Karbonfasern und einer Wabenstruktur verstärkte Paneele in den Maßen 2,5 m × 3,5 m, wobei auf jeder Seite fünf kreuzförmig angeordnet sind. Insgesamt haben die schwenkbaren Paneele ca. 85 m² Fläche und eine Spannweite von 27 m. Es sind bis dahin die größten Sonnengeneratoren, die jemals in interplanetaren Missionen eingesetzt wurden. Im Bereich des Jupiter ist die Sonneneinstrahlung 25-mal schwächer als auf der Erde, dort kann der Generator noch 850 W erzeugen. Fünf Batteriemodule sichern die Stromversorgung, solange die Sonde im Schatten hinter einem Himmelskörper ist. Diese Phasen können bis zu 4,8 Stunden dauern.
Die Sonde arbeitet aufgrund der langen Signallaufzeiten weitgehend autonom und wird alle Manöver selbst steuern. Ein mehrschichtiges Sicherheitskonzept verhindert, dass die Sonde während kritischer Manöver, insbesondere während der Brennphasen für das Einschwenken in den Orbit von Jupiter und Ganymed, in den Sicherheitsmodus wechselt. In missionsskritischen Phasen werden redundante Systeme in Betriebsbereitschaft gehalten, so dass bei auftretenden Schwierigkeiten automatisch innerhalb kurzer Zeit auf Ersatzsysteme gewechselt werden kann.
Für die große Menge an Wissenschaftsdaten gibt es einen Speicher von 1,25 Tb, das reicht für die Daten, die über mehrere Tage gesammelt werden. Zur Datenübertragung benutzt JUICE eine fest montierte 2,5-Meter-Parabolantenne mit hohem Gewinn, die im Ka- und X-Band eine Datenmenge von mindestens 2 Gb pro Tag zusammen mit den Deep-Space-Stationen der ESA ermöglicht, dazu eine schwenkbare Mittelgewinnantenne. Während des Vorbeiflugs an Venus wird die Hauptantenne als Schild zur Sonne ausgerichtet, um die Instrumente vor Hitze zu schützen. In dieser Zeit wird die Mittelgewinnantenne die Daten senden, ebenso während diverser Manöver bei Jupiter, solange die Hauptantenne nicht zur Erde ausgerichtet werden kann. Ein Signal ins Jupitersystem und zurück braucht ungefähr 1,5 Stunden. Zur Kontrolle der ausfahrbaren Antennen und Solarpaneele hat die Sonde zwei Monitoring-Kameras, das sind farbige „Selfiekameras“ mit kleiner Brennweite und 1024 × 1024 Pixel Auflösung. Sie werden auch während der Vorbeiflüge aktiv sein.
Zum Schutz gegen die niedrigen Temperaturen bei Jupiter hat die Sonde eine mehrschichtige Isolation, die ebenfalls gegen die hohen Temperaturen während des Vorbeiflugs an Venus schützt. Die Sonde ist konstruiert, um Temperaturen zwischen +250 und −230 °C zu widerstehen. 
Als Schutz gegen die intensive Strahlung und die starken Magnetfelder bei Jupiter sind die elektronischen Komponenten abgeschirmt, ein Teil der Elektronik ist gegen Strahlung gehärtet.  Bauteile, die nicht strahlungsgehärtet sind, und deren Verhalten bei Bestrahlung bisher unbekannt war, wurden testweise mit medizinischen Geräten für die Radiotherapie bestrahlt, um ihre Strahlungstoleranz zu testen. Die Bordelektronik befindet sich in einer Box aus Carbonfasern mit einer Abschirmung aus Bleifolie. Für zusätzliche Abschirmung wurde je nachdem Aluminium und Tatal  eingesetzt.
An Bord befindet sich der Radiation-hard Electron Monitor, RADEM, der die einwirkende Strahlung auf die Sonde misst. Der Hauptzweck ist die permanente Aufzeichnung der Strahlungsintensität. Der Monitor hält fest, wieviel Strahlung an jedem Ort vorhanden ist, daraus lässt sich ein Strahlungsprofil über die gesamte Flugbahn anfertigen. Die Vorbeiflüge an der Erde werden genutzt, um diese Messungen anhand der bekannten Strahlung in Erdnähe zu kalibrieren. Die Auswertung kann dabei helfen, genauere Voraussagen über die Strahleneinwirkung bei zukünftigem Missionen zu machen.
Da die Sonde sehr schwache Magnetfelder messen soll, musste die gesamte Sonde magnetisch möglichst rein sein, um die Messungen nicht zu verfälschen. Teile der Sonde, die mit rotierenden Magnetfeldern arbeiten, beispielsweise die Reaktionsräder, die Elektromotoren enthalten, wurden so konstruiert, dass die Magnetfelder sich gegenseitig ausgleichen, in manchen Bereichen wurde Mu-Metall verwendet um Magnetfelder abzuschirmen.
Um die elektrostatische Aufladung zu verringern, die die Messinstrumente beeinflusst, wurde die gesamte Oberfläche mit elektrisch leitenden Materialien versehen z. B. mit elektrisch leitenden Farbschichten oder mit elektrisch leitender Mehrschichtisolation. Elektrisch leitende Farbe wurde bei der Antennenschüssel der Hochgewinnantenne verwendet. Die Solarpanele wurden mit einer wenige Nanometer starken Schicht von leitdendem und transparentem Indiumzinnoxid auf der Glasabdeckung bedampft, dazu wurden feine Drähte eingearbeitet, um die Ladung abzuleiten.

## Instrumente
Die ESA wählte die folgenden 11 Instrumente und Experimente als Nutzlast für JUICE aus. Das PRIDE-Experiment verfügt über keine eigene Hardware, sondern nutzt das Kommunikationssystem und die Antennen der Sonde in Verbindung mit Bodenstationen. Das UVS und Komponenten für RIME und RPWI wurden von der NASA geliefert, Komponenten für SWI, PEP, GALA, RPWI stammen von der JAXA. Besondere Herausforderung für die Entwicklung der Nutzlasten war das sehr begrenzte Budget für Gewicht, Energiebedarf und Abmessungen sowie die Anpassung an die intensive Strahlung im Jupitersystem. Ein großer Teil der Instrumente bis hin zu den Halbleitern musste speziell für die Mission entwickelt werden.
| Abk.  | Bezeichnung                                               | Beschreibung |
| ----- | --------------------------------------------------------- | --- |
| 3GM   | Gravity & Geophysics of Jupiter and Galilean Moons        | 3GM ist ein radiowissenschaftliches Experiment mit einem Ka-Band-Transponder und einem hochstabilen Oszillator. Dieses Instrument soll das Schwerefeld von Ganymed und die inneren Ozeane auf den Eismonden untersuchen. 3GM soll außerdem die Atmosphären und Ionosphären von Jupiter (0,1–800 mbar) und den Eismonden untersuchen. Betrieben von der Università di Roma „La Sapienza“ und ASI, Italien. |
| GALA  | Ganymede Laser Altimeter                                  | Der Laserhöhenmesser soll die Topographie und die Verformungen, Hebungen und Senkungen der Oberfläche durch die Gezeitenkräfte beobachten. Der Infrarot-Laser (Nd:YAG, λ = 1.064 nm) arbeitet mit einer Frequenz von 30–50 Hz bei 5 Nanosekunden Pulsdauer und ist Q-Switch-fähig. Er bildet bei 200 km Abstand einen Punkt von 20 m Durchmesser auf der Oberfläche ab. Die Detektion erfolgt mit Hilfe eines ~ 30 cm Cassegrain-Spiegelteleskops und einem Avalanche-Photodiodendetektor mit dem Messprinzip der Laufzeitmessung. Dabei beträgt die Höhenauflösung 0,1 m. Betrieben vom DLR, Institut für Planetenforschung, Deutschland. Komponenten stammen von HENSOLDT Optronics GmbH, Fraunhofer IOF, JAXA, Meisei Electric, Thales Alenia und Sener. |
| J-MAG | Magnetometer for JUICE                                    | Dieses Instrument nutzt einen ausklappbaren Arm aus drei Segmenten von 10,5 m Länge. Am äußersten Segment sind zwei Fluxgate-Magnetometer angebracht, die am Imperial College London und vom Institut für Geophysik und extraterrestrische Physik der TU Braunschweig entwickelt wurden. Am Ende des Arms ist ein optisch gepumptes Quanteninterferenz-Magnetometer montiert. Damit sollen das Magnetfeld Jupiters sowie die Interaktion mit dem Magnetfeld von Ganymed untersucht werden. Des Weiteren soll anhand magnetischer Induktionseffekte das Innere der Eismonde untersucht und eventuell dort existierende Ozeane unter den Eiskrusten erforscht werden. Konsortialführer sind das Imperial College London und die UKSA, Vereinigtes Königreich in Kooperation mit dem Institut für Geophysik und extraterrestrische Physik der TU Braunschweig und dem Institut für Weltraumforschung in Graz. |
| JANUS | Jovis, Amorum ac Natorum Undique Scrutator, camera system | Diese optische Kamera für Wellenlängen zwischen 340 und 1080 nm ist das Hauptinstrument der Sonde und wird die Oberflächen der Eismonde in hoher Auflösung kartografieren. Die Kamera hat eine Brennweite von 467 mm und eine Eintrittsöffnung von 103,6 mm. JANUS arbeitet katadioptrisch, hat 13 Filter, ein Blickfeld von 1.72° × 1.29° und eine räumliche Auflösung von 2,4 m auf Ganymed und 10 km auf Jupiter. Der Sensor hat 2.000 × 1.504 Pixel bei einer Pixelgröße von 7 µm. Die Kamera ist ein multinationales Projekt mit Beiträgen aus Großbritannien (Centre of Electronic Imaging, Open University, Milton Keynes), Spanien (Instituto di Astrofísica de Andalucía, Granada) und DLR. Entwickelt und betreut unter der Leitung der Università degli Studi di Napoli „Parthenope“ und ASI, Italien. Verantwortlich für den Bau als Generalunternehmen war Leonardo, der Zusammenbau war in Campi Bisenzio nahe Florenz. Die Kamera wurde auf hohe mechanische und thermische Stabilität ausgelegt. |
| MAJIS | Moons and Jupiter Imaging Spectrometer                    | Hyperspektrales abbildendes Spektrometer. Es soll die Eigenschaften der Troposphäre auf Jupiter erkunden und die Eise und Mineralien auf der Oberfläche der Eismonde näher bestimmen. Die Wellenbereiche umfassen sichtbares und infrarotes Licht im Bereich zwischen 0,4 und 5,7 μm mit einer spektralen Auflösung zwischen 3 und 7 nm. Die räumliche Auflösung beträgt bis 25 m auf Ganymed und ungefähr 100 km auf Jupiter. Hergestellt vom Institut d'Astrophysique Spatiale und CNES, Frankreich. |
| PEP   | Particle Environment Package                              | Teilchenspektrometer zur Messung von Dichte und Richtung von neutralen und geladenen Teilchen, thermalem Plasma und neutralen Gasen im Jupitersystem. Das PEP besteht aus zwei Einheiten, PEP-Lo und PEP-Hi, mit insgesamt sechs unterschiedlichen Sensoren: JNA, JEI, NIM, JENI, JoEE und JDC. Energiebereich von <0,001 eV bis >1 MeV. Zur Verfügung gestellt durch das Swedish Institute of Space Physics (Institutet för rymdfysik, IRF) und SNSB, Schweden, dem Max-Planck-Institut für Sonnensystemforschung, der Universität Bern, sowie dem Johns Hopkins University Applied Physics Laboratory und der NASA. Einige Komponenten kommen von JAXA. |
| RIME  | Radar for Icy Moons Exploration                           | Langwelliges Radar für die Eismonderforschung. Das Instrument benutzt eine ausfahrbare 16-Meter-Antenne und soll damit die Eisoberfläche durchdringen und bis zu 9 km unter der Eisoberfläche messen können. Die vertikale Auflösung beträgt bis zu 30 m. Das Instrument wurde von Thales Alenia Space in Rom gebaut unter der Verantwortung der Italian Space Agency (ASI). Komponenten wurden von Jet Propulsion Laboratory der NASA geliefert. Betreut wird das Instrument von der Università degli Studi di Trento und ASI in Italien. |
| RPWI  | Radio & Plasma Wave Investigation                         | Radio- & Plasmawellenuntersuchung. Erforscht Radioemissionen und das Plasma in der Umgebung Jupiters und der Eismonde. Das RPWI basiert auf den vier Experimenten GANDALF, MIME, FRODO und JENRAGE. Es verfügt über verschiedene Sensoren und Langmuir-Sonden. Es soll elektrische und magnetische Felder im Radiobereich in Frequenzen von 80 kHz bis 45 MHz messen. Gebaut vom Swedish Institute of Space Physics (Institutet för rymdfysik, IRF), Uppsala und SNSB, Schweden. Komponenten wurden von NASA und JAXA beigesteuert. |
| PRIDE | Planetary Radio Interferometer & Doppler Experiment       | Planetarisches Radio-Interferometer- & Doppler-Experiment. Das Experiment nutzt das Kommunikationssystem der Sonde und VLBI für eine präzise Vermessung der Sondenposition und -geschwindigkeit, um das Schwerefeld von Jupiter und den Eismonden zu untersuchen. Betreut vom Joint Institute for VLBI in Europe, Nederlandse Organisatie voor Wetenschappelijk Onderzoek (NWO) und NSO, Niederlande. |
| SWI   | Sub-millimetre Wave Instrument                            | Submillimeterwelleninstrument. Superheterodynempfänger zur Untersuchung der Temperaturstruktur, Zusammensetzung und Dynamik der Stratosphäre und Troposphäre von Jupiter und der Exosphären und Oberflächen der Eismonde. Das Instrument benutzt eine 30-cm-Antenne und arbeitet in den zwei Bereichen (1080–1275 GHz und 530–601 GHz) mit einer spektralen Auflösung von ~107. Gebaut vom Max-Planck-Institut für Sonnensystemforschung und DLR, Deutschland. Komponenten kommen von JAXA. |
| UVS   | UV Imaging Spectrograph                                   | Abbildendes UV-Spektrometer, soll die Zusammensetzung und Dynamik der Exosphären der Eismonde, die Aurora auf Jupiter und die Zusammensetzung und Struktur der oberen Atmosphäre untersuchen. Das Instrument wird nadir beobachten, aber auch für Sonnen- und Sternenbedeckungen eingesetzt werden, um die durchleuchtete Atmosphäre zu untersuchen. Die Wellenlänge ist 55–210 nm mit einer spektralen Auflösung von <0,6 nm. Die räumliche Auflösung ist 0,5 km auf Ganymed und bis zu 250 km auf Jupiter. Beitrag vom Southwest Research Institute und NASA, USA. |

## Entwicklung und Bau

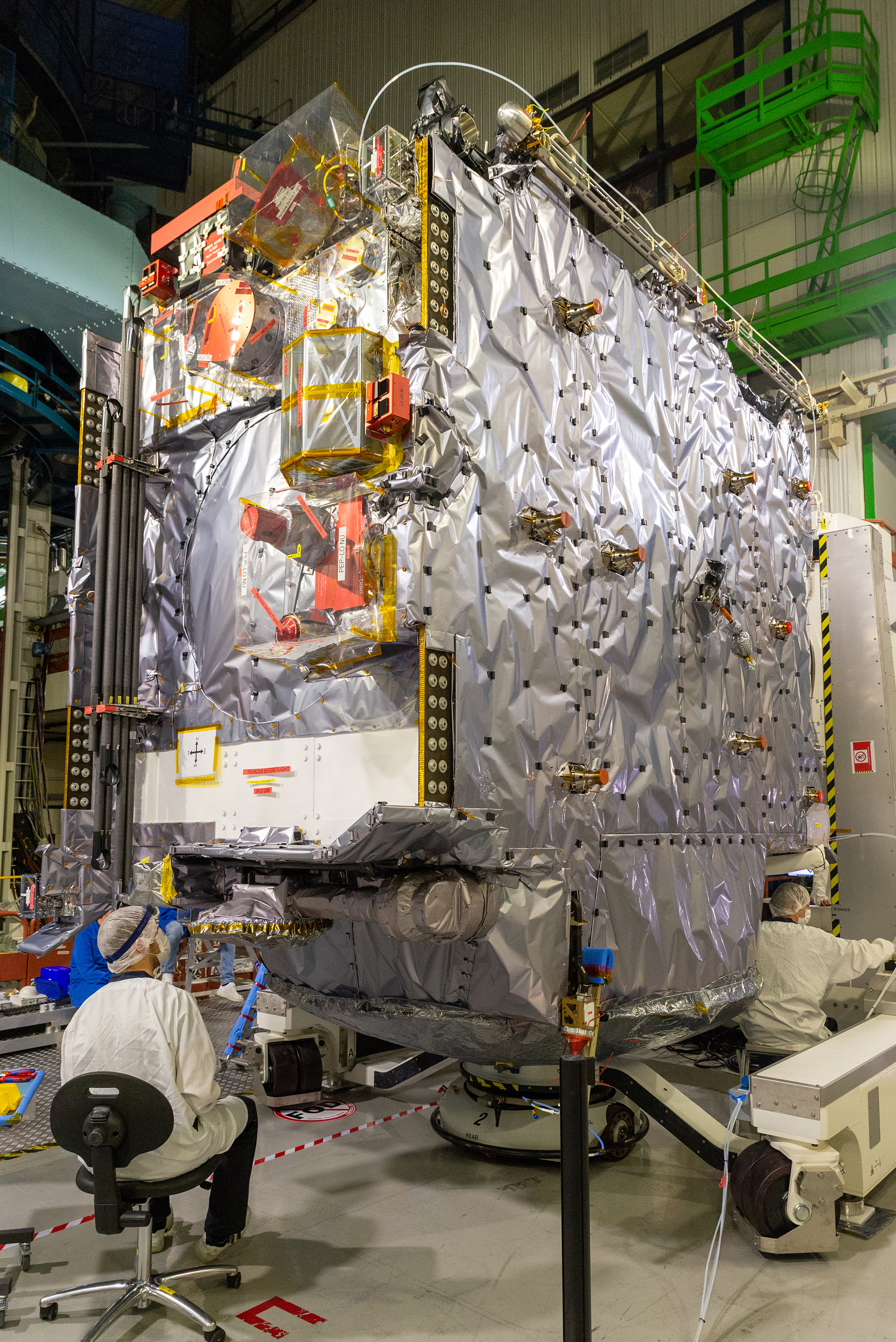
2023: Die Raumsonde JUICE bei Airbus Defence and Space

Der Grundsatzbeschluss für die Mission erfolgte im Mai 2012. Die Nutzlast wurde im Februar 2013 beschlossen. Im Juli 2015 wurde für 350 Millionen Euro der Bau an Airbus Defence & Space SAS in Frankreich als Generalunternehmen vergeben. Der Bau erfolgte zum größten Teil bei Airbus Defence and Space GmbH in Friedrichshafen. In den Jahren 2016 und 2017 wurden die Missionsziele und die Erfordernisse an das System, das vorläufige Design des Raumfahrzeugs und der Instrumente festgelegt. Ab September 2017 wurden die endgültigen Designs der Instrumente und im Dezember wurden die Anforderungen an das Bodensegment festgelegt. Im Mai 2018 wurden die Tests mit dem Testmodell für die Entwicklung der Temperaturkontrolle fertiggestellt. Im Dezember 2018 wurden die Designs für das Bodensegment festgelegt. Im März 2019 wurde die Erfordernisse für die wissenschaftliche Missionsziele festgelegt.
Im September 2019 begann die Integration (der Zusammenbau) des Flugmodells der Sonde. Im November 2019 wurden die Instrumente fertiggestellt. Der Abschluss der Integrationsphase wurde am 20. Mai 2022 bekannt gegeben. Das Flugmodell der Sonde war somit insgesamt fertig gebaut und ging danach zur Airbus Defence & Space in Toulouse für weitere Tests. Vom Oktober 2020 bis Januar 2023 wurden alle Teile der Sonde gründlich überprüft und getestet. Am 8. Februar 2023 landete die Sonde in einer Antonov An-124 auf dem Flughafen in Cayenne, um die letzten Funktionstests zu machen und auf der Startrakete montiert zu werden.

## Missionsverlauf

### Start und Kommissionsphase
Der erste Starttermin am 13. April 2023, 14.15 MESZ wurde 10 Minuten vorher wegen zu hoher Windgeschwindigkeiten in großer Höhe und damit zu hohem Gewitterrisiko am Startpfad abgesagt. Die Rakete mit der Sonde hob dann am 14. April 2023 um 12.14.29 UTC (Ortszeit 8:14 a.m. EDT, 14.14 MESZ) von der Startrampe ELA-3 des Raumfahrtzentrums Guayana ab und brachte JUICE in eine heliozentrische Umlaufbahn. JUICE ist die letzte wissenschaftliche Mission, die mit einer Ariane-5-ECA-Rakete vom Raumfahrtzentrum Guayana gestartet wurde. Die Raumsonde wog inklusive Treibstoff und Instrumenten rund 6350 Kilogramm. Ihre hyperbolische Exzessgeschwindigkeit soll 3,15 km/s betragen. Die Flugdauer bis zu ihrem Ziel soll ungefähr acht Jahre dauern. Im Laufe mehrerer Sonnenumkreisungen führt JUICE mehrere Swing-by-Manöver an der Erde und je ein Manöver am Erdmond und an der Venus durch.
Der Start gelang perfekt und somit konnten einige Manöver abgesagt werden. Der dabei eingesparte Treibstoff ermöglichte die Wiederaufnahme einer Missionsphase, die zuvor bereits mangels der nötigen Treibstoffmenge gestrichen wurde.
Am 26. Mai 2023 wurde gemeldet, dass mit Unterstützung der beiden Selfiekameras nach sechs Wochen alle ausfahrbaren Teile wie Solarpaneele, Antennen, Arme, Sensoren und Instrumente in ihre Endpositionen eingerastet und für die Tests bereit sind. Die 16 Meter lange RIME-Antenne konnte anfänglich nicht vollständig ausgefahren werden, letztlich gelang es jedoch nach verschiedenen Versuchen, den blockierten Mechanismus zu befreien. Die optische Kamera JANUS lieferte die ersten Bilder. Mitte Juli 2023 wurden alle Instrumente auf korrekte Funktion getestet.
Zum Erreichen der korrekten Bahn wurde am 17. November 2023 ein wichtiges Korrekturmanöver durchgeführt. Das Korrekturmanöver wurde in zwei Brennphasen aufgeteilt. Bei der ersten Brennphase wurde das Haupttriebwerk für 43 Minuten lang betrieben und eine Geschwindigkeitsänderung ({\displaystyle \Delta v}) von knapp 200 m/s erzielt, dabei wurden 363 kg Treibstoff verbraucht, das sind 10 % der Treibstoffvorräte. Die erste Brennphase bewirkte ca. 95 % der notwendigen Geschwindigkeitsänderung. Danach wurde die Sonde einige Zeit beobachtet, um den genauen Kurs festzustellen und die exakte Dauer der zweiten Brennphase zu berechnen. Das Haupttriebwerk soll danach erst wieder bei der Ankunft bei Jupiter eingesetzt werden.
Ein Teil der Software für die Nutzlasten war beim Start noch nicht freigegeben, im März 2024 erfolgte ein Softwareupdate mit einem Neustart des Bordcomputers.

### Flyby an Erde und Mond

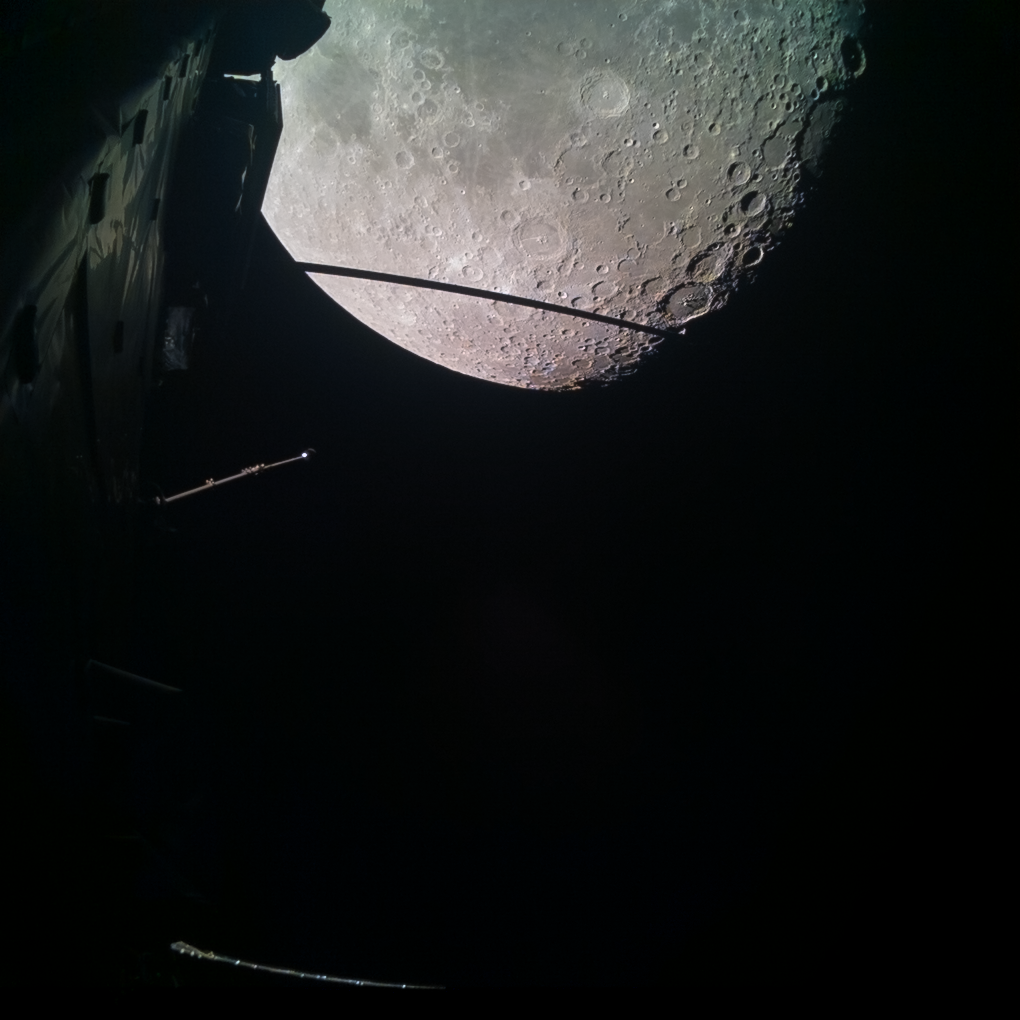
Foto des Mondes, 19. August 2024

Am 19. und 20. August 2024 erfolgte ein Fly-by an Mond und Erde. Es ist das erste Mal, dass ein solches Bahnmanöver an Mond und Erde mit einer Sonde versucht wurde. Dieses Manöver war sehr riskant und erforderte eine sehr genaue Kontrolle der Flugbahn. Das Manöver begann bereits am 24. Juni mit präzisen Messungen und folgenden kleinen Anpassungen der Flugbahn. Am 22. Juli feuerten die kleinen Triebwerke für 31 Sekunden für ein {\displaystyle \Delta v} von 3,8 cm/s.
ESA Astronomen beobachteten die Sonde in der Nacht vom 3. bis 4. August mit dem 80-cm-Schmidt-Teleskop am Deutsch-Spanischen Astronomischen Zentrum in Spanien, am 6. August wurde die Sonde von den automatisierten Asteroidenwarnsystemen der NASA und ESA erkannt. Am 7. August wurde die Sonde von der Optical Ground Station auf Teneriffa aufgenommen.
Beim Manöver am Mond erfuhr die Sonde ein {\displaystyle \Delta v} von 0,9 km/s relativ zu Sonne und eine Ablenkung der Flugbahn in Richtung Erde. Der nahe Fly-by an der Erde verringerte die Geschwindigkeit um 4,8 km/s, dabei wurde die Flugrichtung um ca. 100° in Richtung Venus abgelenkt. Der Vorbeiflug erfolgte in einem Abstand von 6840 km zur Erdoberfläche, also unterhalb der Höhe von geostationären Satelliten. Während des Vorbeiflugs wurden zehn Instrumente für die Mondbeobachtung genutzt und acht Instrumente zur Beobachtung der Erde. So wurden Erfahrungen gesammelt über die Fähigkeiten der Sonde, der Instrumente und über den Beobachtungsplan. Die so gewonnenen Daten können für die Kalibrierung genutzt werden. Insgesamt verlief der Fly-by nahezu optimal und nur ein kleiner Teil des Treibstoffbudgets für dieses Manöver wurde verbraucht. Zum ersten Mal wurde dabei auch die weitwinklige monochromatischen Navigation Camera (NavCam) genutzt. Dabei entstanden Aufnahmen von der Erde und dem Mond. Das RIME Instrument durchlief vom 19. bis 20. August eine Reihe von Tests und lieferte Radardaten von der Mondoberfläche. Es wurde entdeckt, dass es unerwartete Interferenzen gibt mit den Radiofrequenzen, die von der Sonde erzeugt werden. Durch intensive Forschung konnte die Signalverarbeitung deutlich verbessert und das Hintergrundrauschen reduziert werden. Während des Vorbeiflugs an der Erde wurde RIME nur als Empfänger genutzt und empfing vielerlei Radarwellen, die von der Erde abgestrahlt werden.

### Geplanter Verlauf
Der nächste Vorbeiflug soll im August 2025 an Venus erfolgen, dabei werden die Instrumente nicht eingesetzt, da sie für die Bedingungen der kalten Jupitermonde konstruiert sind und von der heißen Venusatmosphäre keine brauchbaren Daten liefern können. Danach folgen zwei weitere Vorbeiflüge an der Erde. Bei jedem dieser Vorbeiflüge wird die Sonde zusätzlich beschleunigt, um Jupiter zu erreichen.
Jupiter soll im Juli 2031 erreicht werden. Etwa ein halbes Jahr davor soll der wissenschaftliche Betrieb beginnen. Durch eine zweistündige Zündung des Triebwerks und ein abbremsendes Swing-by an Ganymed soll die Sonde in eine Jupiterumlaufbahn einschwenken. Nach zwei Jahren und mehreren Vorbeiflügen an Europa und Kallisto soll sie im Dezember 2034 in eine Umlaufbahn um Ganymed eintreten, den sie zuerst in einer elliptischen Bahn zwischen 200 und 10.000 Kilometer Höhe umkreisen wird. Danach werden kreisförmige Umlaufbahnen von 5000, 500 und 200 Kilometer Höhe angestrebt. Insgesamt sieht die Mission mehr als 35 Fly-bys vor, darunter 12 an Ganymed, 2 an Europa und 21 an Kallisto. Ende 2035 soll die Sonde dann auf Ganymed planmäßig zum Absturz gebracht werden.

Trajektorie um die Sonne
Trajektorie um Jupiter
Trajektorie um Ganymed

## Sonstiges
Die ESA initiierte 2021 im Rahmen der Mission den internationalen Kunstwettbewerb „Juice Up Your Rocket!“, bei dem Kinder im Alter von bis zu 12 Jahren ein selbstgestaltetes Kunstwerk einschicken konnten.
Unter 2600 Bildern aus 63 Ländern gewann Yaryna Zakaliuzhna aus Schytomyr in der Ukraine. Ein Replikat des Bildes wurde auf der Nutzlastverkleidung der Ariane-5-Trägerrakete aufgeklebt und zeigte die Sonde mit den personifizierten Planeten Jupiter (mit seinen Eismonden) und die Erde. Die Gewinnerin kommentierte das Kunstwerk mit den Worten: „Ich wollte die Erde, Jupiter und seine Satelliten mit einem menschlichen Gesicht porträtieren. Jeder der Satelliten von Jupiter hat seinen eigenen Charakter.“